# 户松伸隆
户松伸隆（日语：／ Tomatsu Nobutaka，1962年1月8日—），日本男子举重运动员。他曾代表日本参加1986年亚洲运动会举重比赛，获得一枚铜牌。他也曾参加1988年夏季奥林匹克运动会。